# Mehdi Khaldoun
Pour les articles homonymes, voir Khaldoun.
Meheddi Khaldoun, né le 9 mai 1980 à Orléans, est un judoka français. Actuellement aide-professeur du pôle France Orléans. Entraîneur national équipe de France

## Palmarès

### Championnat du monde
- Médaille de Bronze au championnat du monde par équipes 2006.

### Championnat de France
- Médaille de Bronze au championnat de France 1ère Division 2012 en -100kg.
- Médaille d'Argent au championnat de France 1ère Division 2010 en -100kg.
- Médaille de Bronze au championnat de France 1ère Division 2009 en -90kg.
- Médaille d'argent au championnat de France 1ère Division 2008 par équipes.
- Médaille d'argent au championnat de France 1ère Division 2007 par équipes.
- Médaille d'Argent au championnat de France 1ère Division 2007 en -90kg.
- Médaille d'Or au championnat de France 1ère Division 2006 en -90kg.
- Médaille d'Argent au championnat de France 1ère Division 2002 en -81kg.
- Médaille d'Or au championnat de France 1ère Division 1998 en -81kg.
- Médaille d'Or au championnat de France 2ème Division 1998 en -81kg.

### Tournois
- Médaille de Bronze au tournoi World Cup de Madrid 2012 en -100kg.
- Médaille d'Or au British Open 2011 en -100kg.
- Médaille de Bonze au tournoi Open de New York 2009 en -100kg.
- Médaille d'Or au tournoi continental de Monaco 2008 en -90kg.
- Médaille d'Argent au tournoi Open de Visé 2008 en -90kg.
- Médaille d'Argent au tournoi super World Cup de Paris 2006 en -90kg. Médaille De bronze en World Cup en Hollande -90kg. Médaille d’or  championnats de France excellence  1998 -81kg.